# Campionati mondiali di nuoto in vasca corta 2024 - 200 metri farfalla maschili
La gara dei 200 metri farfalla maschili dei campionati mondiali di nuoto in vasca corta 2024 si è svolta il 12 dicembre 2024 presso la Duna Aréna di Budapest.

## Podio
| Pos.    | Atleta                | Nazione |
| ------- | --------------------- | ------- |
| Oro     | Ilya Kharun           | Canada  |
| Argento | Alberto Razzetti      | Italia  |
| Bronzo  | Krzysztof Chmielewski | Polonia |

## Record
Prima della manifestazione il record del mondo (RM) e il record dei campionati (RC) erano i seguenti.
|  | 1'46"85 | Tomoru Honda | 22 ottobre 2022 Tokyo     |
|  | 1'48"24 | Daiya Seto   | 11 dicembre 2018 Hangzhou |

Durante la competizione è stato eguagliato il seguente record:
| = | 1'48"24 | Ilya Kharun |

## Programma
| Data             | Ora   | Turno    |
| ---------------- | ----- | -------- |
| 12 dicembre 2024 | 9:48  | Batterie |
| 12 dicembre 2024 | 18:06 | Finale   |

## Risultati

### Batterie
| Pos. | Batteria | Corsia | Atleta                | Nazionalità         | Tempo        | Note |
| ---- | -------- | ------ | --------------------- | ------------------- | ------------ | ---- |
| 1    | 5        | 4      | Alberto Razzetti      | Italia              | 1'49"44      | Q    |
| 2    | 3        | 6      | Ilya Kharun           | Canada              | 1'50"11      | Q    |
| 3    | 3        | 2      | Krzysztof Chmielewski | Polonia             | 1'50"39      | Q    |
| 3    | 4        | 6      | Kregor Zirk           | Estonia             | 1'50"39      | Q    |
| 5    | 3        | 4      | Trenton Julian        | Stati Uniti         | 1'50"58      | Q    |
| 6    | 2        | 7      | Andrej Minakov        | NAB                 | 1'50"62      | Q    |
| 7    | 3        | 3      | Nicolas Albiero       | Brasile             | 1'50"83      | Q    |
| 8    | 3        | 5      | Richárd Márton        | Ungheria            | 1'51"79      | Q    |
| 9    | 3        | 7      | Michał Chmielewski    | Polonia             | 1'51"83      |      |
| 10   | 4        | 4      | Chad le Clos          | Sudafrica           | 1'51"89      |      |
| 11   | 4        | 5      | Arbidel González      | Spagna              | 1'51"92      |      |
| 12   | 5        | 5      | Miguel Martínez       | Spagna              | 1'52"63      |      |
| 13   | 4        | 3      | Clément Secchi        | Francia             | 1'52"72      |      |
| 14   | 4        | 1      | Dare Rose             | Stati Uniti         | 1'52"78      |      |
| 15   | 5        | 3      | Huang Zhiwei          | Cina                | 1'52"88      |      |
| 16   | 5        | 1      | Jack Cassin           | Irlanda             | 1'53"19      | =    |
| 17   | 5        | 6      | Harrison Turner       | Australia           | 1'53"38      |      |
| 18   | 5        | 9      | Abdalla Youssef Nasr  | Egitto              | 1'53"42      |      |
| 19   | 4        | 7      | Wang Kuan-hung        | Taipei cinese       | 1'53"63      |      |
| 20   | 5        | 0      | Joshua Gammon         | Gran Bretagna       | 1'53"88      |      |
| 21   | 5        | 8      | Apostolos Siskos      | Grecia              | 1'53"90      |      |
| 22   | 4        | 2      | Alessandro Ragaini    | Italia              | 1'55"23      |      |
| 23   | 3        | 9      | Yeziel Morales        | Porto Rico          | 1'55"40      |      |
| 23   | 5        | 7      | Andreas Rizek         | Austria             | 1'55"40      |      |
| 25   | 3        | 0      | Samuel Košťál         | Slovacchia          | 1'55"63      |      |
| 26   | 4        | 8      | Marius Toscan         | Svizzera            | 1'56"04      |      |
| 27   | 2        | 5      | Erick Gordillo        | Guatemala           | 1'56"15      |      |
| 28   | 3        | 1      | Polat Uzer Turnalı    | Turchia             | 1'56"42      |      |
| 29   | 1        | 4      | Maro Miknić           | Croazia             | 1'57"13      |      |
| 30   | 2        | 1      | Maxim Skazobtsov      | Kazakistan          | 1'57"27      |      |
| 31   | 3        | 8      | Surasit Thongdeang    | Thailandia          | 1'57"61      |      |
| 32   | 2        | 6      | Matin Balsini         | Atleti Rifugiati    | 1'58"51      |      |
| 33   | 4        | 9      | Heorhii Lukashev      | Ucraina             | 1'58"61      |      |
| 34   | 4        | 0      | Ardi Azman            | Singapore           | 1'59"24      |      |
| 35   | 2        | 4      | Elijah Daley          | Bermuda             | 2'00"08      |      |
| 36   | 1        | 7      | Steven Aimable        | Senegal             | 2'01"15      |      |
| 37   | 1        | 8      | Hashim Haba           | Iraq                | 2'01"91      |      |
| 38   | 2        | 9      | Ethan Stubbs-Green    | Antille Olandesi    | 2'02"37      |      |
| 39   | 2        | 0      | Christian Jerome      | Haiti               | 2'03"77      |      |
| 40   | 1        | 2      | Mohammed Al-Zaki      | Arabia Saudita      | 2'04"17      |      |
| 41   | 1        | 5      | Soud Al-Enezi         | Kuwait              | 2'08"23      |      |
| 42   | 1        | 1      | Salem Sabt            | Emirati Arabi Uniti | 2'08"89      |      |
| 43   | 1        | 6      | Mohamed Rihan Shiham  | Maldive             | 2'17"93      |      |
| 44   | 1        | 3      | Jaden Francis         | Guam                | 2'22"47      |      |
| DSQ  | 2        | 8      | Gerald Hernández      | Nicaragua           | Squalificato |      |
| DNS  | 2        | 2      | Diego Balbi           | Perù                | Non partito  |      |
| DNS  | 2        | 3      | Isak Brisenfeldt      | Fær Øer             | Non partito  |      |

### Finale
| Pos.    | Corsia | Atleta                | Nazionalità | Tempo   | Note |
| ------- | ------ | --------------------- | ----------- | ------- | ---- |
| Oro     | 5      | Ilya Kharun           | Canada      | 1'48"24 | =    |
| Argento | 4      | Alberto Razzetti      | Italia      | 1'48"64 |      |
| Bronzo  | 3      | Krzysztof Chmielewski | Polonia     | 1'49"26 |      |
| 4       | 7      | Andrej Minakov        | NAB         | 1'50"39 |      |
| 5       | 2      | Trenton Julian        | Stati Uniti | 1'50"51 |      |
| 6       | 6      | Kregor Zirk           | Estonia     | 1'50"72 |      |
| 7       | 1      | Nicolas Albiero       | Brasile     | 1'50"97 |      |
| 8       | 8      | Richárd Márton        | Ungheria    | 1'51"48 |      |